# Mario Mafai
Mario Mafai Volpe (Roma, 12 febbraio 1902 – Roma, 31 marzo 1965) è stato un pittore italiano, iniziatore, nel 1929, con Scipione e Antonietta Raphaël, di un gruppo artistico che venne detto "Scuola di via Cavour".

## Biografia
Nacque da Eleonora De Blasis, originaria di Città Sant'Angelo, e da padre ignoto. Il cognome Mafai, del tutto inventato, fu quello che la levatrice gli attribuì quando lo registrò all'anagrafe; nel 1935, poiché era stato riconosciuto dall'allora compagno della madre, Mario Volpe, gli fu posposto il cognome di quest'ultimo. Lasciò presto la scuola regolare per frequentare, con Scipione, la Scuola libera del nudo all'Accademia di belle arti di Roma.

### Durante il regime

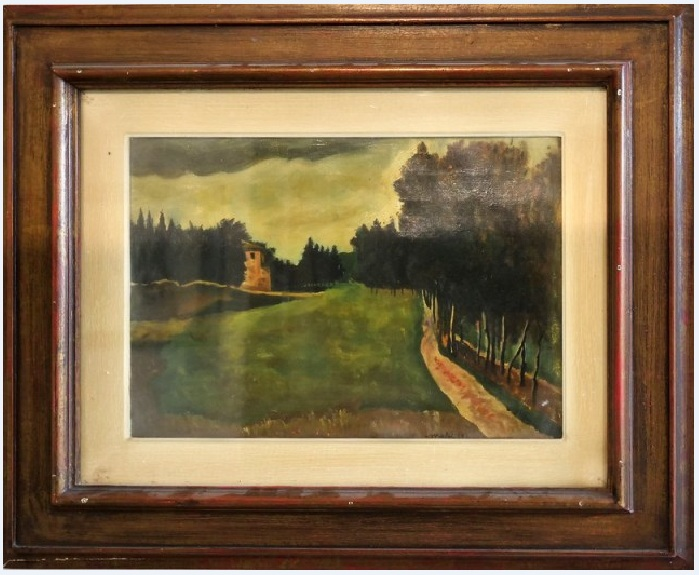
Paesaggio romano, 1928 (Casa Museo Francesco Cristina)

La sua carriera e la sua poetica rimasero molto legate a Roma, sia nei temi che negli studi che nelle frequentazioni: la formazione di Mafai in quegli anni si costruì soprattutto nelle gallerie e nei musei romani e nella biblioteca di Storia dell'arte di Palazzo Venezia. Dopo l'incontro con Antonietta Raphaël, pittrice e poi scultrice, alla quale lo legarono un lungo sodalizio affettivo e artistico e anche tre figlie, nate tra il 1926 e il 1930, esordì con la "Mostra di studi e bozzetti" organizzata nel 1927 dall'Associazione Artistica Nazionale in Via Margutta. Nel 1928 espose di nuovo, alla XCIV Mostra degli Amatori e Cultori di Belle Arti, e una nuova uscita pubblica la fece, con Scipione e altri, al Convegno di giovani pittori a Palazzo Doria del 1929. Colpisce, in questo periodo, il suo anti-impressionismo.
Furono, quelli, anni assai creativi e di gran dibattiti: Mafai e Raphaël avevano preso casa e studio al 335 di via Cavour, in un palazzo poi demolito con gli sventramenti per l'apertura dei Fori Imperiali, e la casa divenne punto di riferimento e luogo di discussione per diversi artisti e letterati, tra i quali Enrico Falqui, Giuseppe Ungaretti, Libero de Libero, Leonardo Sinisgalli, Renato Marino Mazzacurati e soprattutto Scipione.
Nel 1930 passa alcuni mesi a Parigi con Raphaël (per lui è una scoperta, per lei è un ritorno), ma in novembre è di nuovo a Roma dove frequenta l'Osteria Fratelli Menghi, noto punto di ritrovo per pittori, registi, sceneggiatori, scrittori e poeti tra gli anni '40 e '70 ed organizza una mostra con Scipione. Le opere di alcuni artisti della Scuola romana partono poi per una mostra itinerante negli Stati Uniti. Il gruppo di giovani pittori cominciava a farsi notare e ad avere una propria identità nel panorama artistico romano: Roberto Longhi lo definì nel 1929 come "Scuola di via Cavour".
Gli anni trenta sono per Mafai anni di lavoro intenso e non avari di riconoscimenti:
- nel 1931 espone alla I Quadriennale di Roma;
- nel 1932 espone alla XVIII Biennale di Venezia;
- nel 1935 la II Quadriennale di Roma accoglie 19 personali di artisti, tra cui quella di Mafai con 29 dipinti; l'evento sancisce la sua posizione e gli frutta un premio di 25.000 lire (erano gli anni nei quali si cantava "Se potessi avere mille lire al mese"..);
- nel 1938 è di nuovo a Venezia, alla XXI Biennale, questa volta con una sala tutta per lui e Alberto Ziveri.

Nel frattempo dipinge ed espone: a San Francisco (1935), nella mostra itinerante "Exhibition of Contemporary Italian Painting", a Roma, alla Galleria della Cometa (personale, 1937), a Milano alla Galleria Grande (1939) e ancora nel 1940 (personale alla Galleria Barbaroux). Nel 1939 si trasferisce con la famiglia a Genova, ospite del mecenate Alberto della Ragione, per sottrarre Antonietta alle discriminazioni razziali. La guerra incombe, e nei suoi quadri il colore si oscura, la figura si torce, compare la memoria di Goya e l'ombra di Grosz nelle figure. Nel 1940 vince il premio Bergamo.
Sono gli anni in cui frequenta Camillo Sbarbaro e incontra Giacomo Manzù e Guttuso.
Torna a Roma nel 1943.

### Nel dopoguerra

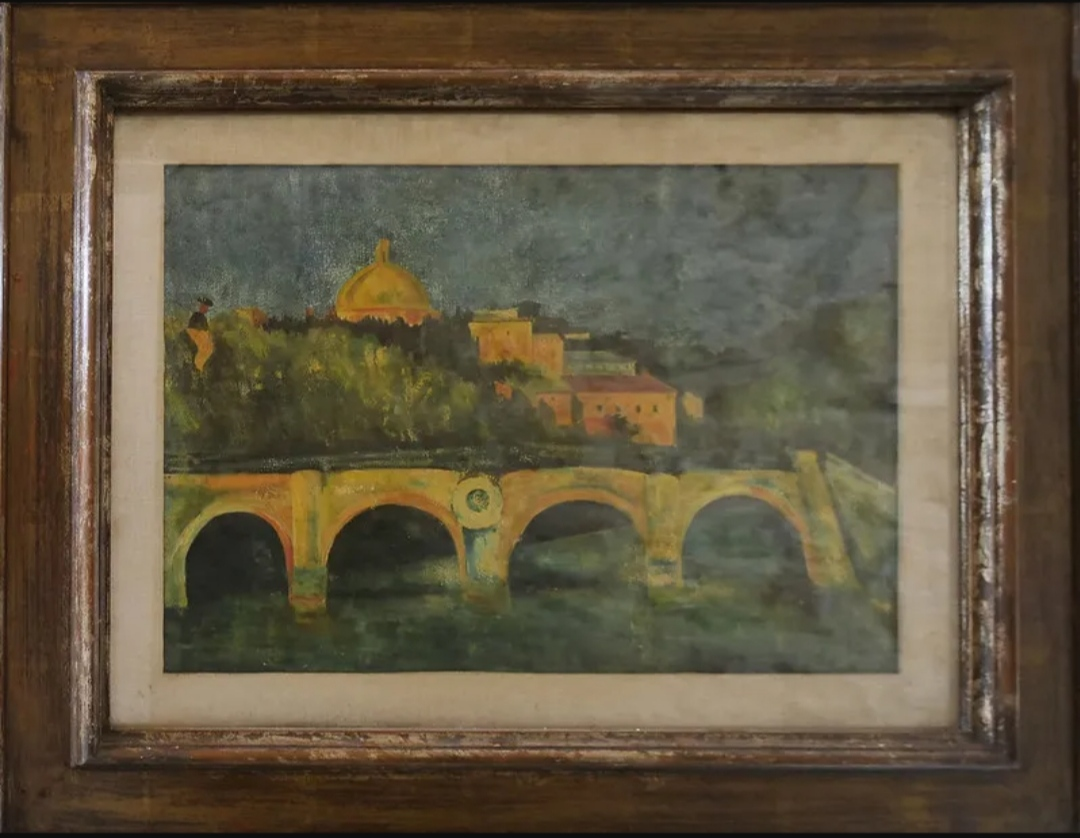
Ponte rotto – olio su tela (Casa Museo Francesco Cristina)

Nel 1948 è di nuovo a Venezia per la XXIV Biennale, che allestisce una sua personale di opere prodotte dal 1938 al '47. Di quell'anno è la sua iscrizione al PCI. Nel periodo 1949-1950, accetta di partecipare alla formazione dell'importante collezione Verzocchi sul tema del lavoro, e realizza, insieme ad un autoritratto, Gli scaricatori di carbone. La collezione Verzocchi è conservata oggi a Forlì nelle sale del Palazzo Romagnoli. Sempre nel 1949 alcune sue opere vengono esposte al MoMa di New York. Da quel momento è un susseguirsi di mostre e premi: partecipa alla VII Quadriennale di Roma del '55, alla Biennale del '58 con 15 tele, alla Quadriennale di Roma del '59 che dedica una mostra storica alla Scuola romana.
Nel frattempo la sua ricerca evolve verso l'informale. La sua ultima personale la tiene alla Galleria L'Attico a Roma nel 1964. Nel 1965, all'indomani della sua morte, gli viene dedicata una retrospettiva nell'ambito della IX Quadriennale nazionale d'arte di Roma. Il Comune di Roma gli ha dedicato un passaggio detto "Galleria Mario Mafai", nel quartiere Tor Marancia . Una figlia, Miriam, diventerà un'importante giornalista e scrittrice, anche parlamentare; un'altra, Simona, fu impegnata in politica e ricoprì anche il ruolo di senatrice; mentre la più piccola delle tre, Giulia, diverrà una delle maggiori costumiste sia in campo teatrale che cinematografico e televisivo.

## Mario Mafai nei musei
- MAGI '900 - Museo delle eccellenze artistiche e storiche di Pieve di Cento (BO)
- Museo Palazzo Ricci di Macerata

## Videografia
- Giorgio Cappozzo, "Io non sono un altro - l'arte di Mario Mafai"', DVD, Studio Angeletti e Archivio della Scuola Romana, 2005